# ریچارد شویل
ریچارد شویل (به انگلیسی: Richard Schuil) (متولد ۲ مه ۱۹۷۳ در لیوواردن) والیبالیست اهل هلند که از سال ۱۹۹۶ تا ۲۰۰۸ عضو تیم ملی والیبال هلند بود. او پس از خداحافظی از بازی های والیبال سالنی به والیبال ساحلی روی آورد.